# 2019年5月

## 5月1日
- 日本德仁天皇即位，「令和時代」開始。[1]
- 聯合國把穆罕默德軍首領馬蘇德·阿查爾列為恐怖分子。[2]
- 英國國防大臣加文·威廉姆森被首相文翠珊革職。[3]

## 5月2日
- 2019年英國地方選舉（英语：2019 United Kingdom local elections）進行投票。[4]

## 5月3日
- 氣旋法尼登陸印度奥里萨邦海岸。[5]

## 5月4日
- 泰國國王拉瑪十世玛哈·哇集拉隆功的加冕儀式開始。[6]
- 以巴衝突再起，巴勒斯坦武裝分子從加沙地带向以色列發射火箭彈，截至5月5日已造成3名以色列人喪生。[7]

## 5月5日
- 2019年北馬其頓總統選舉進行次輪投票。[8]
- 2019年巴拿馬大選進行投票。[9]
- 俄罗斯航空1492号班机緊急降落莫斯科谢列梅捷沃国际机场後發生大火，41人喪生。[10]
- 一架商務噴射機在墨西哥科阿韋拉州墜毀，機上13人全部喪生。[11]

## 5月6日
- 英國萨塞克斯公爵夫人梅根誕下兒子阿奇·蒙巴頓-溫莎。[12]
- 土耳其最高選舉委員會宣佈2019年3月舉行的伊斯坦布爾市長選舉結果無效，將於6月23日舉行重選。[13]

## 5月7日
- 缅甸釋放路透社记者瓦龙和觉梭。[14]

## 5月8日
- 2019年南非大選進行投票。[15]
- 卡塔爾多哈地鐵紅線通車。[16]

## 5月10日
- 美国政府指责中國单方面修改协议草案，[17]总统唐纳德·特朗普将中国价值2000亿美元商品的关税从10%提升至25%，中美贸易战进一步加剧。[18]
- 韓國速度滑冰運動員李相花宣佈於16日退役。

## 5月12日
- 2019年立陶宛總統選舉進行首輪投票。[19]
- 3艘油輪和1艘供油船在阿曼灣海域受到破壞，美國認為是伊朗所為。[20]

## 5月13日
- 2019年菲律賓中期選舉（英语：2019 Philippine general election）進行投票。[21]

## 5月14日
- 不爽猫逝世。[22]

## 5月16日
- 美国著名情景喜剧《生活大爆炸》在播出了12年后，于当天播放了该剧集的最后一季的最后一集（第12季第23和24集）。
- 美国农业部公佈的數據顯示，在截至5月9日的一周內，中國買家取消了3,247噸美國豬肉進口訂單。[23]

## 5月17日
- 立法院三讀通過《司法院釋字第七四八號解釋施行法》，中華民國成為亞洲第一個同性婚姻法制化的國家。[24]

## 5月18日
- 2019年澳大利亞聯邦選舉進行投票。[25]
- 荷蘭代表奪得2019年欧洲歌唱大赛冠軍。[26]
- 在奧地利副總理海因茨-克里斯蒂安·斯特拉赫被爆出醜聞後，總理宣布提早舉行大選。[27]

## 5月19日
- 2019年印度大選結束投票。[28]
- 和富大埔贏得2018-19香港超級聯賽[29]

## 5月20日
- 佛拉迪米爾·澤倫斯基就任烏克蘭總統。[30]
- Google公司與華為公司結束合作，華為未來的Android新手機將無法使用Google Play、Gmail、YouTube服務。[31]

## 5月21日
- 草地貪夜蛾在中國大陸擴散到雲南、廣西、貴州、廣東、湖南、海南、福建、浙江、湖北、四川、江西、重慶、河南、安徽共14省區市385縣（市、區），對此中華人民共和國農業農村部要求加強草地貪夜蛾監測預警的通知。[32]
- 非洲豬瘟在越南蔓延，已有34省、市成為疫區，臺灣糖業公司禁止越南回到臺灣的員工進入養豬場。[33]
- 2019年馬拉維大選進行投票。[34]
- 印度尼西亞選舉委員會公布總統選舉和立法機構選舉的結果，現任總統佐科·維多多成功連任，佐科·維多多所屬的鬥爭派民主黨在立法選舉贏得最多選票。[35]
- 美國華盛頓州將「人類屍體堆肥」通過合法化。[36]
- 美國加利福尼亞州議會通過SB51法案，設立大麻業者專用銀行。[37]

## 5月22日
- 中國國際航空、中國東方航空、中國南方航空聯合向美國波音公司提出波音737 MAX停飛賠償。[38]
- 美國兩艘軍用艦船普雷貝爾號驅逐艦 (DDG-88)、狄爾號補給艦 (T-AO-193)通過臺灣海峽。[39]
- 美國軍用艦船隆納·雷根號航空母艦 (CVN-76)離開日本橫須賀海軍設施，在印太地區進行戰備巡邏。[40]
- 英國安謀控股公司終止和華為公司的所有交易。[41]
- 比利時列日大學的研究團隊在加拿大西北領地距今近十億年前的地層發現疑似已知最早的真菌，論文發表於《自然》期刊中[42][43]
- 英國拒絕將查戈斯群島歸還給模里西斯。[44]

## 5月23日
- 日本東芝公司為了檢查產品有沒有美國出產的組件，暫時停止對中國華為公司進行貨物供給。[45]
- 國際固態技術協會跟SD記憶卡協會將中國華為公司從合作名單剃除。[46]
- 臺灣台積電公司表示已經建立完整的出口系統，產品符合全球貿易規定，不會改變跟中國華為公司的貨物供給。[47]
- 美國、日本、韓國和澳洲在關島進行軍用艦船聯合演習。[48]
- 俄羅斯即將在奧倫堡州部屬先鋒導彈。[49]
- 英國和荷蘭舉行歐洲議會選舉。[50]
- 刊登在《自然》的研究指出中國大陸山東省、河北省工廠違反《蒙特婁破壞臭氧層物質管制議定書》，從2013年開始排放平均每年7000噸的一氟三氯甲烷（IUPAC名：Trichlorofluoromethane）。[51]

## 5月24日
- 臺灣龍德造船公司負責製造的3艘沱江級巡邏艦、4艘快速布雷艇正式開工。[52]
- 中華民國外交部部長吳釗燮頒發「睦誼外交獎章」給秘魯國會外交委員會主席卡拉瑞達，表揚卡拉瑞達致力拓展臺灣跟祕魯的外交關係。[53]
- 中國華為公司自行研發作業系統鴻蒙並且完成商標註冊。[54][55]
- 亞馬遜日本停止在線上商城銷售華為公司所有產品。[56]
- 中國中芯國際公司宣布從紐約證券交易所下市。[57]
- 韓國ST Foundation公司收購OKEx旗下的東南亞交易所MY1EX。[58]
- 金門縣海域發現一隻罹患非洲豬瘟的死豬，暫時停止一個禮拜所有豬肉產品的輸出。[59]
- 美國總統唐納·川普聲明將派遣1千500名軍人前往中東進行工程跟防衛工作。[60]
- 中華人民共和國主席習近平在人民大會堂與巴西副總統漢彌爾頓·莫朗見面。[61]
- 中共中央政治局常委、国务院总理李克强在山东考察时强调落实减税降费，完善金融服务，促进企业发展。[62]
- 朝鮮最高人民會議常任委員會委員長崔龍海在萬壽臺議事堂與法塔赫代表團見面。[63]
- 委內瑞拉阿卡里瓜市的警察局拘留中心發生持械暴亂事件，造成至少[註 1]23名囚犯死亡18名警察受傷。[64]
- 聯合國舉行授勳儀式，將「和平勳章」授予中國軍人張琦曼、端木棟林，表揚他們對聯合國的貢獻。[65]
- 肯亞奈洛比高等法院作出裁決，拒絕將同性婚姻合法化，一旦發現同性戀者將可能處14年有期徒刑。[66]
- 大韓民國海軍軍用艦船崔瑩號驅逐艦（DDH-981）完成「索馬利亞反海盜行動」任務回國時，纜繩斷裂造成1人死亡4人受傷。[67]

## 5月25日
- 印度尼西亞峇里島阿貢火山噴發，9個村莊被火山灰覆蓋。[68]
- 美國總統唐納·川普啟程前往日本與首相安倍晉三、天皇德仁見面，進行4天貿易與軍事議題的訪談。[69][70]
- 中華民國外交部將「北美事務協調委員會」（英語：Coordination Council for North American Affairs）更名「臺灣美國事務委員會」（英語：Taiwan Council for U.S. Affairs）。[71]
- 美國Wi-Fi聯盟將中國華為公司從聯盟中去除。[72]
- 新加坡偉創力公司暫時停止中國華為公司一部分手機組裝作業。[73]
- 中國大陸雲南省硯山縣維摩彝族鄉養殖場發生非洲豬瘟，造成49頭豬隻發病48頭豬隻死亡。[74]
- 印度總統拉姆·納特·柯文德下令解散第十六屆人民院。[75]
- 墨西哥環環境與自然資源部部長龔薩雷茲布蘭科梅納向總統請辭。[76]
- 葉門共和國政府跟真主虔信者在塔伊茲省發生戰鬥，造成雙方共16人死亡。[77]
- 中國海運集團公司旗下的金海翔號貨輪在中國大陸山東省威海市龍眼港進行維修時，發生二氧化碳洩漏造成10人死亡19人受傷。[78]
- 聯合國國際海洋法法庭舉行庭審，要求釋放去年十一月在克里米亞半島被俄羅斯扣押的三艘烏克蘭軍用艦船和二十幾名水手。[79]

## 5月26日
- 南韓導演奉俊昊執導的電影《寄生上流》在第72屆坎城影展上獲得最高榮譽金棕櫚獎。[80]
- 祕魯莫約班巴東方180公里外發生規模8.0、震源深度110公里的地震，造成伊基托斯、塔拉波托以及洛雷托省的電力中斷。[81]
- 阿爾及利亞總統選舉結束候選人登記，兩位新人哈馬迪、托赫里送出登記參選文件。[82]
- 三名法國人民因為涉嫌加入伊斯蘭國組織，伊拉克法院將其判處死刑。[83]

## 5月27日
- 越南非洲豬瘟疫情逐漸擴大，已有42省265縣2904村落成為疫區，撲殺豬隻約170萬隻。[84]
- 美國總統唐納·川普與日本首相安倍晉三進行會談後召開聯合記者會表示，日本將會向美國購買105架F-35閃電II戰鬥機，並且擴大日本與美國的太空合作計畫。[85]
- 由於伊維薩事件醜聞影響，奧地利國民議會通過「不信任動議」罷免總理塞巴斯蒂安·庫爾茨。[86]
- 伊拉克安全部隊根據情報在伊拉克發起行動，於迪亞拉省抓捕3名伊斯蘭國當地頭目，並且在薩拉赫丁省靠近迪亞拉省邊界的山區藏匿點發起攻擊行動殺死3名伊斯蘭國武裝人員。[87]
- 中國大陸因為爆發非洲豬瘟疫情撲殺豬隻造成豬肉短缺，向德國訂購大量豬肉訂單，導致德國豬肉價格從3月份1.4歐元提升到1.8歐元。[88]

## 5月28日
- 捷克布拉格高等法院進行裁決，決定將去年逮捕的8位臺灣嫌疑犯其中4位轉移給中國。[89]
- 梵蒂岡博物館收藏的中國藝術品在中國大陸北京故宮博物院進行7周展示。[90]
- 日本神奈川縣川崎市發生殺人事件，1名小學女生及1名男子被殺，另有多名學生受傷，兇徒亦自殺身亡。[91]

## 5月29日
- 拉脱维亚议会以61票支持選舉埃吉爾斯·列維特斯為下任總統。[92]
- 匈牙利布达佩斯多瑙河發生撞船事故，造成一艘遊船翻沉，至少7名韓國遊客死亡，多人失蹤。[93]
- IEEE发表声明，承认限制华为公司及其员工参与论文审稿。[94]

## 5月30日
- 以色列议会通過解散議會的議案，將於9月17日舉行新大選。[95]
- 美國總統特朗普宣佈將於6月10日向所有來自墨西哥的貨物徵收5%關稅，並將逐步調高至25%，以迫使墨西哥制止非法移民從其國土進入美國。[96]
- 北韓向世界动物卫生组织通報國內發生非洲豬瘟案例。[97]
- 《非洲大陸自由貿易協定》生效。[98]
- 仁川廣域市西區的一带发生了仁川红色自来水事件（朝鲜语：인천 붉은 수돗물 사건）。

## 5月31日
- 美國維珍尼亞州維珍尼亞海灘發生大型槍擊案，造成包括槍手在內的13人喪生。[99]